# Jenny Blicher-Clausen
Jenny Frederikke Blicher-Clausen, pseudonym John Bentsen (født 29. juli 1865 i Durup ved Skive, død 14. februar 1907 på Frederiksberg) var en dansk forfatter der først og fremmest huskes for sin digtning, især for sin første udgivelse Digte (1885) og for Violin (1900). Hun skrev også skuespil, blandt andet Christian den Anden (1889) som blev opført på Dagmarteatret i København. Hun vandt popularitet i Danmark, Tyskland, Sverige og Finland. Komponisten Rued Langgaard blev inspireret til at sætte nogle af hendes digte i musik.

## Biografi
Jenny Frederikke Blicher blev født 29. juli 1865 i Durup på Salling (i det nuværende Skive Kommune). Hun var datter af sognepræst Jens Mathias Blicher (1822-1893) og hans hustru Frederikke Severine født Balle (1833-1910). I marts 1892 giftede hun sig med præsten Henrik Nikolaj Clausen (1858-1901). De fik et barn sammen, Inga (1897).
Da hun var 13 år, indleverede hun et manuskript til Det Kongelige Teater. Hendes skuespil blev afvist, men hun indsendte hun et nyt værk fem år senere som, skønt det blev afvist, blev ledsaget af en positiv respons som tilskyndede hende til at digte. Som et resultat fik hun tillid til at færdiggøre sin første udgivelse, Digte som udkom i 1885 under pseudonymet John Brentsen. Under det samme pseudonym fortsatte hun med at udgive Ebba Brahe og andre Digte i 1888. Derefter brugte hun sit eget navn, forkortet J. Blicher, til at udgive teaterstykket Christian den Anden i 1889 der blev opført på Dagmarteatret, og en ny digtsamling Fra Markvejen i 1890. Et af hendes store poetiske værker var Violin (1900) med fortsættelsen Den sidste Hauge (1903).
Jenny Frederikke Blicher skrev også meget til tidsskrifter og magasiner. Romaner Inga Heine fra 1898 var en stor publikumssucces. Dets 11. oplag kom i 1922, elleve år efter hendes død.
Jenny Blicher-Clausen døde på Frederiksberg 14. februar 1907. Hun er begravet på Søllerød Kirkegård.